# Radiotjänst i Kiruna
Radiotjänst i Kiruna Aktiebolag (RIKAB) var ett svenskt aktiebolag som bildades 1988 sedan riksdagen beslutat att flytta över ansvaret för uppbörden av tv-avgiften från Televerket. Företaget ägdes av programbolagen Sveriges Television, Sveriges Radio och Utbildningsradion. Radiotjänsts huvudkontor låg i Kiruna. Namnet Radiotjänst var hämtat från det gamla namnet på Sveriges Radio.
Innehav av tv-mottagare utan att betala tv-licens var ett brott enligt svensk lag och kunde resultera i böter som påföljd. Med tv-mottagare avsågs (SFS 2006:798) "... sådan teknisk utrustning som är avsedd att ta emot utsändning eller vidaresändning av TV-program, även om utrustningen också kan användas för annat ändamål”. Under en tid hävdades att även internetanslutna datorer och surfplattor omfattades, men Högsta förvaltningsdomstolen fastställde 2014 att så inte är fallet. Radiotjänst kontaktade hushåll som inte betalade radio- och tv-avgiften. Vid dessa kontakter anfördes vilka regler som gällde avseende avgiftsplikt för tv-mottagare och vilken tolkning av gällande lag som företaget vid det aktuella tillfället tillämpade. Avgiftskontrollanter som arbetade åt Radiotjänst använde förr tv-pejling för att utifrån söka av om det fanns en tv-mottagare i en bostad eller lokal.
Den 14 november 2018 beslutade riksdagen att radio- och tv-avgiften skulle ersättas av en public service-avgift. Denna infördes den 1 januari 2019 och tas in av Skatteverket. Radiotjänst avvecklades under 2019 för att helt upphöra med sitt uppdrag den 31 december 2019, varpå kvarvarande ärenden överlämnas till Kammarkollegiet.

## Radiotjänsts ställning
Skyldigheten att betala radio- och tv-avgift har prövats i flera fall i svensk domstol. I ett rättsfall prövades även om en fordran från Radiotjänst skulle anses som en konsumentfordran eller en fordran från det allmänna (staten). Högsta domstolens majoritet ansåg att med stöd av tv-avgiftslagen skulle Radiotjänst fordringar anses vara en fordran från staten.
Att det var en fordran från staten innebar att man måste betala radio- och tv-avgiften vid uppmaning därom, annars riskerade man betalningsanmärkning. Om kravet visar sig vara fel är det inte skäl för att undanröja denna anmärkning. Anser man att kravet är fel bör man därför betala och sedan överklaga på samma sätt som i fråga om skatter och vissa andra allmänna avgifter.
Både Förvaltningsrätten i Luleå och Kammarrätten i Sundsvall fann under 2013 att tillämpningen gällande avgiftsplikt för till exempel datorer och surfplattor har stöd i lag. Högsta förvaltningsdomstolen fann tvärtemot den 13 juni 2014 att så inte var fallet; datorer och surfplattor har därmed aldrig varit avgiftspliktiga.
Samma dom fann även att webbsändningar inte är att betrakta som utsändningar eller vidaresändningar i avgiftslagens mening, utan är mot bakgrund av regleringen i yttrandefrihetsgrundlagen (1 kap. §6) att anses vara tillgängliga endast på "särskild begäran".

## Årets reklamfilm 2009
2008 och 2009 anlitade Radiotjänst Radiokören för att göra ”tackfilmer” till avgiftsbetalare. Filmen Hembesök vann 2009 reklampriset Guldägget för bästa reklamfilm.